# فلات اودوکان
فلات اودوکان (به لاتین: Udokan Plateau) یک آتشفشان در روسیه است. فلات اودوکان ۲٬۱۸۰ متر بالاتر از سطح دریا واقع شده‌است.